# Ankarapithecus
Ankarapithecus é um género extinto de hominídeo. Era provavelmente frugívoro e pesava cerca de 60 kg. Foi encontrado em Ankara, no centro da Turquia durante o início dos anos 50 e foi descrito em 1996. Viveu durante o Mioceno superior (há aproximadamente 10,1 milhões de anos atrás) e era parecido com o Sivapithecus. Até agora, possui uma única espécie: Ankarapithecus meteai.